# WireWay
『WireWay』（ワイヤーウェイ）は、ナウプロダクション開発し2009年11月5日にコナミデジタルエンタテインメント発売のニンテンドーDS用ゲームソフト。